# 日本平鮋
日本平鮋（日语：鮴），為輻鰭魚綱鮋形目鮋亞目平鮋科的其中一種，為溫帶海水魚，分布於西北太平洋日本海域，棲息在底層水域，卵胎生，生活習性不明。俗名海五道黑。